# НТК імені Віктора Баннікова
Навча́льно-тренува́льний ко́мплекс Федера́ції футбо́лу Украї́ни і́мені Ві́ктора Макси́мовича Ба́ннікова  — футбольний стадіон у Києві, розташований поблизу НСК «Олімпійський». Названий на честь воротаря київського «Динамо» та першого президента Української асоціації футболу Віктора Баннікова.
Стадіон протягом перших років свого існування називався Верхнім полем Республіканського стадіону та виконував функції тренувального поля. 2004 року почалася перебудова у повноцінний тренувальний комплекс з трибунами, роздягальнами, коментаторськими кабінами тощо.
Перші матчі на новому стадіоні відбулися у 2005 році. Після реконструкції стадіон є чисто футбольним, тобто не має легкоатлетичних доріжок тощо. НТК імені Баннікова вміщує 1678 глядачів, усі місця обладнані пластиковими сидіннями та накриті прозорим дахом. Стадіон має систему освітлення потужністю 600 люксів.
Рекорд відвідуваності — 2 000 глядачів на матчі між молодіжними збірними України та Туреччини, що відбувся 6 вересня 2005 року.

## Матчі
На стадіоні регулярно не виступає жодна команда. Тут неодноразово проходили матчі молодіжної збірної України, матчі Прем'єр-ліги за участі «Оболоні» (у 2005 році) та «Арсеналу» (у 2008—2012 роках), донецьких «Олімпіка» та «Шахтаря» (у 2014—2015 роках через проведення Антитерористичної операції на сході України), а також ігри дублерів «Динамо». На НТК імені В. М. Баннікова регулярно проходять товариські турніри та матчі всеукраїнських змагань серед аматорів, школярів, ветеранів та жінок.

## Міжнародні матчі

### Молодіжна збірна України
| Дата              | Матч                        | Рахунок     | Турнір                     | Глядачі |
| ----------------- | --------------------------- | ----------- | -------------------------- | ------- |
| 3 червня 2005     | Україна х Казахстан         | 2:1         | Відбір на Чемпіонат Європи | 1 000   |
| 6 вересня 2005    | Україна х Туреччина         | 0:0         | Відбір на Чемпіонат Європи | 2 000   |
| 14 травня 2006    | Україна х Молдова           | 3:2         | Кубок Лобановського        | 1 000   |
| 16 серпня 2006    | Україна х Болгарія          | 0:3         | Відбір на Чемпіонат Європи | 1 700   |
| 6 жовтня 2006     | Україна х Білорусь          | 3:0         | Товариський матч           | 150     |
| 10 жовтня 2006    | Україна х Литва             | 3:0         | Товариський матч           | 100     |
| 15 листопада 2006 | Україна х Узбекистан        | 3:1         | Товариський матч           | 1 000   |
| 23 серпня 2007    | Україна х Молдова           | 3:1         | Кубок Лобановського        | 1 000   |
| 19 серпня 2008    | Україна х Болгарія          | 0:1         | Кубок Лобановського        | 1 000   |
| 20 серпня 2008    | Україна х Північна Ірландія | 4:1         | Кубок Лобановського        | 400     |
| 15 серпня 2012    | Україна х Білорусь          | 1:1, п. 5:4 | Кубок Лобановського        |         |
| 20 травня 2014    | Україна х Молдова           | 0:0         | Товариський матч           |         |
| 21 травня 2014    | Україна х Молдова           | 3:1         | Товариський матч           |         |
| 13 листопада 2014 | Україна х Туреччина         | 2:0         | Товариський матч           |         |
| 16 листопада 2018 | Україна х Грузія            | 3:3         | Товариський матч           |         |
| 26 травня 2021    | Україна х Азербайджан       | 0:1         | Кубок Лобановського        |         |
| 28 травня 2021    | Україна х Узбекистан        | 0:2         | Кубок Лобановського        |         |

### Турнір пам'яті Валерія Лобановського(крім матчів збірної України)
| Дата       |            |                   | Рахунок       |
| ---------- | ---------- | ----------------- | ------------- |
| 12-05-2006 | Ізраїль    | Молдова           | 2-1           |
| 21-08-2007 | Сербія     | Молдова           | 1-1, пен. 7-6 |
| 23-08-2007 | Ізраїль    | Сербія            | 2-0           |
| 19-08-2008 | Польща     | Північна Ірландія | 1-0           |
| 20-08-2008 | Польща     | Болгарія          | 3-0           |
| 10-08-2010 | Росія      | Туреччина         | 1-0           |
| 14-08-2012 | Чорногорія | Білорусь          | 2-1           |
| 04-06-2013 | Австрія    | Чехія             | 3-0           |
| 05-06-2013 | Чехія      | Словенія          | 1-0           |
| 02-06-2015 | Словенія   | Греція            | 3-0           |
| 03-06-2015 | Греція     | Молдова           | 2-0           |
| 31-05-2016 | Сербія     | Австрія           | 3-1           |
| 02-06-2016 | Ізраїль    | Сербія            | 3-2           |
| 03-06-2019 | Ізраїль    | Болгарія          | 1-1, пен.5-4  |
| 05-06-2019 | Болгарія   | Кіпр              | 0-0, пен.5-4  |

### Елітний раунд відбору до юнацького чемпіонату (U-19) Європи 2010
| Дата       |          |                      | Рахунок |
| ---------- | -------- | -------------------- | ------- |
| 26-05-2010 | Англія   | Ірландія             | 1-0     |
| 28-05-2010 | Англія   | Боснія і Герцеговина | 4-0     |
| 31-05-2010 | Ірландія | Боснія і Герцеговина | 1-0     |

### Кваліфікаційний раунд відбору доюнацького чемпіонату (U-17) Європи2006
| Дата       |          |          | Рахунок |
| ---------- | -------- | -------- | ------- |
| 27-09-2005 | Італія   | Латвія   | 2-1     |
| 29-09-2005 | Італія   | Ірландія | 2-2     |
| 01-10-2005 | Ірландія | Латвія   | 2-0     |

### Жіноча збірна України
| Дата       | Турнір            |         |          | Рахунок |
| ---------- | ----------------- | ------- | -------- | ------- |
| 02-08-2014 | Відбір до ЧС 2015 | Україна | Білорусь | 8-0     |